# Лапшин Артур Володимирович
Артур Володимирович Лапшин (рос. Артур Владимирович Лапшин; 11 лютого 1989, Первомайськ — 16 січня 2023, Україна) — російський військовик, прапорщик ЗС РФ. Герой Російської Федерації.

## Біографія
Закінчив Курську середню загальноосвітню школу № 31. В 2007 році вступив в Курський монтажний технікум, який закінчив з відзнакою в 2012 році. Був призванияй в ЗС РФ, після проходження півторарічної строкової служби перейшов на контрактну. Служив кулеметником, потім — командиром відділення групи спецпризначення 16-ї окремої бригади спецпризначення. Закінчив школу прапорщиків. Мав альпіністську підготовку, здійсював сходження на вершини Кавказу. Учасник анексії Криму та інтервенції в Сирію.
З 24 лютого 2022 року брав участь у вторгненні в Україну. В червні 2022 року отримав важке осколкове поранення і контузію. Після лікування був визнаний непридатним до служби, проте повернувся в Україну. Загинув у бою. Похований в Курську.

## Нагороди
Отримав численні нагороди, серед яких:
- Медаль «За повернення Криму»
- Медаль «За участь у військовому параді в День Перемоги» (2014)
- Медаль «За відзнаку в навчаннях» — нагороджений двічі (2016, 2019).
- Медаль «За бойові заслуги»
- Медаль «За відзнаку у військовій службі» 3-го ступеня (10 років)
- Медаль «Учаснику військової операції в Сирії»
- Медаль Суворова (2022)
- Медаль Жукова (2022)
- Орден Мужності (2022)
- Звання «Герой Російської Федерації» (7 липня 2023, посмертно) — «за мужність і героїзм, проявлені під час виконання військового обов'язку.» 2 серпня медаль «Золота зірка» була передана рідним Лапшина губернатором Тамбовської області Максимом Єгоровим.[1]

## Вшанування пам'яті
- В 2023 році у Тамбові відкрили стелу на його честь.[2]
- В курській школі № 31 відбулося відкриття меморіальної дошки на честь Лапшина.[3]
- 15 вересня 2023 року на фасаді будівлі Курського монтажного технікуму відкрили пам'ятну дошку випускнику Артуру Лапшину.[4]